# Tryggevældestenen
Tryggevældestenen er en runesten fundet i Tryggevælde ca. 1550. Stenen omtales første gang i 1597, hvor den stod i Tryggevælde borggård,  flyttet hertil ca. 1550 af lensmanden Wobislav Wobitzer. Det siges, at den har stået på en nærliggende høj "Kejserhøjen" eller ved "Kongshøjen" på Hårlev kirkegård. Indskriften nævner en skibssætning, som den givetvis også har været en del af ligesom dens slægtning Glavendrupstenen på Fyn. Runestenen er velbevaret, men er efter indskriften forsynet med fem større huller, som man formentlig har boret, da man ville flytte stenen. Den er rejst af den Ragnhild, som også har rejst Glavendrupstenen på Fyn og formentlig ristet af runeristeren Sote, som vi kender fra tre runesten: Glavendrupstenen, Tryggevældestenen og endelig Rønninge-stenen, som er rejst på det østlige Fyn. Vi kender ikke dem, der er omtalt på runestenen fra de skriftlige kilder, men der er ingen tvivl om, at de har tilhørt stormandsslægter. Det er uklart, hvilken af de to sten, der er rejst først.

## Indskriften
| Translitteration | raknhiltr : sustiR : ulfs : sati : stain þnnsi : auk : karþi : hauk : þąnsi auft auk skaiþ : þaisi kunulf : uar sin : kląmulan man (s)un : nairbis : faiR : uarþa : nu futiR : þąi batri sa uarþi : at (:) rita : is ailti stain þąnsi iþa hiþan traki |
| Transskription   | Ragnhildr, sȳstiR Ulfs, satti stæin þannsi ok gærði haug þannsi æft, ok skæið þessi, Gunnulf, ver sinn, glamulan mann, sun Nærfis. FāiR verða nū fǿddiR þæim bætri. Sā verði at ræta es ailti stæin þannsi eða heðan dragi.                            |
| Oversættelse     | Ragnhild, Ulfs søster, satte denne sten og gjorde denne høj og denne skib(s-sætning) efter Gunulf sin mand, den glammende mand, søn af Nærve. Få bliver nu født bedre end han. Han skal blive en 'ræte' som ailti denne sten eller slæber den herfra.  |

Indskriften er ristet i lodrette bånd, som alle læses nedefra og op. Omtalen af den døde 'få bliver nu født bedre end han' er metrisk formet i stavrim. Den afsluttende forbandelsesformel er næsten den samme som på Glavendrupstenen. Verbet ailti er omstridt, men kan muligvis have noget med en ødelæggelse af stenen at gøre. Ordet 'ræte' er også omdiskuteret, men kan muligvis sættes i forbindelse med dialektordet 'ræde' eller 'skræmsel'.

## Billeder
- Forsiden
- Bagsiden